# Necropsobacter
Necropsobacter es un género de bacterias del tipo gram-negativode la familia Pasteurellaceae.

## Taxonomía
Incluye las siguientes especies:
- Necropsobacter massiliensis[3] Lo et al., 2015
- Necropsobacter rosorum Christensen et al., 2011